# Cannobino
Der Cannobino ist ein rund 28 Kilometer langer Fluss in der italienischen Region Piemont. Er durchfließt das Valle Cannobina in der Provinz Verbano-Cusio-Ossola und mündet bei Cannobio in den Lago Maggiore.
Das Dorf Cannobio liegt am Ausgang des Tales auf einem vom Fluss geschaffenen Schwemmkegel, der leicht in den See hineinragt.

## Verlauf
Der Fluss entspringt auf rund 2040 m s.l.m. am Cimone di Cortechiuso knapp innerhalb der Gemeinde Cursolo-Orasso. Er fließt anfangs als Il Fiume nach Nordosten und erreicht unterhalb der Cima Fornoletti die Talsohle. Ab hier bildet er die Gemeindegrenze zu Malesco, während er in seinem bewaldeten Kerbtal mehrere Alpsiedlungen passiert. Bei der Fraktion Finero vollzieht er zuerst einen Bogen nach Südosten, danach fließt er in mehreren Bögen vorwiegend nach Osten. Er fließt kurz ganz durch Cursolo-Orasso, ehe er die Grenze zu Gurro markiert. Er nimmt von rechts den Rio di Calagno auf, ab wo er Cannobino genannt wird.
Der Cannobino passiert die über dem Tal gelegenen Dörfer Cussio und Ossola und wendet sich nach Süden. Er bildet kurz die Gemeindegrenze zu Cavaglio-Spoccia, danach zwischen dieser und Falmenta. Es folgen die am Hang gelegenen Dörfer Spoccia und Falmenta, wo er von rechts den Rio Falmenta aufnimmt. Er fließt erneut gegen Osten vorbei an Lunecco, Nivetta, Socraggio, Gurrone und Cavaglio San Donnino. Bei der Einmündung des Rio di Cavaglio übertritt er die Grenze zu Cannobio und umfließt in einem Bogen nach Süden die Fraktion Traffiume.
Kurz vor Cannobio schuf er die dort unter der 800 Jahre alten Ponte dell’Avostana sehenswerte über 20 m tief eingeschnittene Klamm.
Der Cannobino passiert den Ortskern im Westen und Norden und mündet schließlich auf 193 m s.l.m. in den Lago Maggiore.